# Polsat
 (novembre 2023).
La mise en forme du texte ne suit pas les recommandations de Wikipédia : il faut le « wikifier ».
Les points d'amélioration suivants sont les cas les plus fréquents. Le détail des points à revoir est peut-être précisé sur la page de discussion.
- Les titres sont pré-formatés par le logiciel. Ils ne sont ni en capitales, ni en gras.
- Le texte ne doit pas être écrit en capitales (les noms de famille non plus), ni en gras, ni en italique, ni en « petit »…
- Le gras n'est utilisé que pour surligner le titre de l'article dans l'introduction, une seule fois.
- L'italique est rarement utilisé : mots en langue étrangère, titres d'œuvres, noms de bateaux, etc.
- Les citations ne sont pas en italique mais en corps de texte normal. Elles sont entourées par des guillemets français : « et ».
- Les listes à puces sont à éviter, des paragraphes rédigés étant largement préférés. Les tableaux sont à réserver à la présentation de données structurées (résultats, etc.).
- Les appels de note de bas de page (petits chiffres en exposant, introduits par l'outil «  Source ») sont à placer entre la fin de phrase et le point final[comme ça].
- Les liens internes (vers d'autres articles de Wikipédia) sont à choisir avec parcimonie. Créez des liens vers des articles approfondissant le sujet. Les termes génériques sans rapport avec le sujet sont à éviter, ainsi que les répétitions de liens vers un même terme.
- Les liens externes sont à placer uniquement dans une section « Liens externes », à la fin de l'article. Ces liens sont à choisir avec parcimonie suivant les règles définies. Si un lien sert de source à l'article, son insertion dans le texte est à faire par les notes de bas de page.
- La présentation des références doit suivre les conventions bibliographiques. Il est recommandé d'utiliser les modèles {{Ouvrage}}, {{Chapitre}}, {{Article}}, {{Lien web}} et/ou {{Bibliographie}}. Le mode d'édition visuel peut mettre en forme automatiquement les références.
- Insérer une infobox (cadre d'informations à droite) n'est pas obligatoire pour parachever la mise en page.

Pour une aide détaillée, merci de consulter Aide:Wikification.
Si vous pensez que ces points ont été résolus, vous pouvez retirer ce bandeau et améliorer la mise en forme d'un autre article.
Polsat est la deuxième chaîne de télévision polonaise du pays, elle a été créée le 5 décembre 1992.

## Histoire
Le 5 décembre 1992 à 16 h 30, PolSat commence à émettre depuis les Pays-Bas sur le satellite Eutelsat II F3 à la position orbitale 16E, seulement 20 % de la population polonaise captait Polsat. Elle obtient le 5 octobre 1993 la licence pour émettre en Pologne avec le Krajowej Rady Radiofonii i Telewizji (Conseil national de radio et de télévision).
Initialement, elle diffusait ses programmes pendant 4 heures par jour, puis 8 heures jusqu'au 1er octobre 1994 où elle a doublé son temps de programmation. C'est seulement à partir du 1er septembre 1999 qu'elle diffusera continuellement (23h/24).
Le 19 décembre 2011, la chaîne passe entièrement au format 16/9. Seuls les programmes d'archives sont conservés dans leur format d'origine (4/3).

## Programmes (automne 2018)
- Programme de nouvelles
  - Wydarzenia – Nouvelles
- Programme d'actualité
  - Graffiti – Le graffiti
  - Interwencja – L'intervention
  - Państwo w państwie – Etat dans l'Etat
- Talent show
  - Śpiewajmy razem. All Together Now (1. édition) – polonais All Together Now (BBC One programme)
  - Twoja twarz brzmi znajomo (10. édition) – polonais Un air de star
- Cabarets
  - Kabaret na żywo według Paranienormalnych (5. série) – Cabaret en direct selon Paranienormalni
- Reality show
  - Lepiej późno niż wcale (1. édition) – polonais Better Late Than Never
  - Nasz nowy dom (11. série) – Notre nouvelle maison
- Série
  - Pierwsza miłość (15. série) – Premier amour
  - Przyjaciółki (12. série) – Les copines
  - Świat według Kiepskich (31. série) – Le monde selon les Nuls
  - W rytmie serca (3. série) – Rythme cardiaque
  - Ślad (1. série) – La trace
- Docu-soap
  - Dlaczego ja? (17. série) – Pourquoi moi
  - Gliniarze (5. série) – Flics
  - Na ratunek 112 (5. série) – Au secours le 112
  - Trudne sprawy (16. série) – Des cas difficiles